# 2000 EE93
2000 EE93 är en asteroid i huvudbältet som upptäcktes den 9 mars 2000 av LINEAR i Socorro County, New Mexico.
Asteroiden har en diameter på ungefär 22 kilometer, den tillhör asteroidgruppen Hanskya.